# Platteville (Town)
Die Town of Platteville ist eine von 33 Towns im Grant County im US-amerikanischen Bundesstaat Wisconsin. Im Jahr 2010 hatte die Town of Platteville 1509 Einwohner.
Town hat in Wisconsin eine grundlegend andere Bedeutung, als im übrigen englischsprachigen Bereich. Vielmehr entspricht sie den in den anderen US-Bundesstaaten üblichen Townships, die nach dem County die nächstkleinere Verwaltungseinheit bilden.

## Geografie
Die Town of Platteville liegt im Südwesten Wisconsins und umschließt vollständig die Stadt Platteville, ohne dass diese der Town angehört. Der namensgebende Platte River durchfließt die Town und mündet rund 20 km südwestlich in den Mississippi, der die Grenze zu Iowa bildet. Die Grenze zu Illinois befindet sich rund 25 km südlich.
Die geografischen Koordinaten des Zentrums der Town of Platteville sind 42°42′13″ nördlicher Breite und 90°30′55″ westlicher Länge. Sie erstreckt sich über eine Fläche von 83,2 km². 
Die Town of Platteville liegt im Osten des Grant County und grenzt an folgende Nachbartowns:
| Town of Ellenboro | Town of Lima                                | Town of Belmont (Lafayette County)   |
| Town of Harrison  | Kompassrose, die auf Nachbargemeinden zeigt |                                      |
| Town of Paris     | Town of Smelser                             | Town of Elk Grove (Lafayette County) |

## Verkehr
Der U.S. Highway 151 verläuft in Nordost-Südwest-Richtung durch die Town of Platteville und dient gleichzeitig als südliche Umgehungsstraße der Stadt Platteville. Daneben treffen noch die Wisconsin State Highways 80 und 81 sowie die County Highways B und D in der Stadt Platteville zusammen. Alle weiteren Straßen sind untergeordnete Landstraßen,  teils unbefestigte Fahrwege sowie innerörtliche Verbindungsstraßen.
Mit dem Platteville Municipal Airport befindet sich im Südosten der Town of Platteville ein kleiner Flugplatz. Der nächste größere Flughafen ist der Dane County Regional Airport in Wisconsins Hauptstadt Madison (120 km ostnordöstlich).

## Bevölkerung
Nach der Volkszählung im Jahr 2010 lebten in der Town of Platteville 1509 Menschen in 562 Haushalten. Die Bevölkerungsdichte betrug 18,1 Einwohner pro Quadratkilometer. In den 562 Haushalten lebten statistisch je 2,67 Personen. 
Ethnisch betrachtet setzte sich die Bevölkerung zusammen aus 97,5 Prozent Weißen, 0,3 Prozent Afroamerikanern, 0,1 Prozent amerikanischen Ureinwohnern, 1,4 Prozent Asiaten sowie 0,2 Prozent aus anderen ethnischen Gruppen; 0,6 Prozent stammten von zwei oder mehr Ethnien ab. Unabhängig von der ethnischen Zugehörigkeit waren 0,7 Prozent der Bevölkerung spanischer oder lateinamerikanischer Abstammung. 
25,0 Prozent der Bevölkerung waren unter 18 Jahre alt, 60,7 Prozent waren zwischen 18 und 64 und 14,3 Prozent waren 65 Jahre oder älter. 49,0 Prozent der Bevölkerung war weiblich.
Das mittlere jährliche Einkommen eines Haushalts lag bei 67.250 USD. Das Pro-Kopf-Einkommen betrug 29.441 USD. 8,0 Prozent der Einwohner lebten unterhalb der Armutsgrenze.

## Ortschaften in der Town of Platteville
Auf dem Gebiet der Town of Platteville befinden sich neben Streubesiedlung keine weiteren Siedlungen.